# Nicole Kuster
Nicole Kuster (* 10. August 1978) ist eine Schweizer Politikerin (LDP) und Anwältin.

## Leben und Wirken
Kuster ist seit 2010 Advokatin und war als Richterin am Strafgericht Basel-Stadt tätig. Seit Februar 2023 ist sie als Vertreterin der LDP Grossrätin im Kanton Basel-Stadt.
Kuster ist verheiratet und hat drei Kinder.